# Brosna (rzeka)

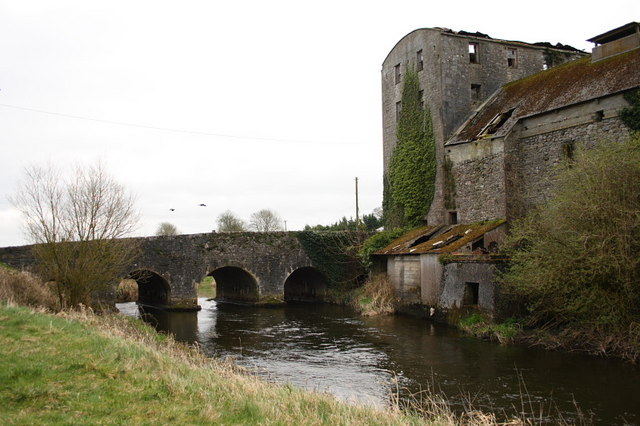
Kamienny most i nieczynny młyn wodny w okolicach Kilbeggan

Brosna (irl. An Bhrosnach) – rzeka w środkowej części Irlandii.
Brosna wypływa z jeziora Owel w hrabstwie Westmeath i płynie przez hrabstwo Offaly. Rzeka przepływa przez miasta Kilbeggan, Clara i Ferbane, po czym wpada do rzeki Shannon we wsi Shannon Harbour.